# Guatemala aux Jeux olympiques d'été de 2008
Le Guatemala participe aux Jeux olympiques d'été de 2008 à Pékin.

## Athlètes engagés

### Athlétisme

#### Hommes
| Épreuve      | Athlète              | Séries   | Séries | Quarts de finale | Quarts de finale | Demi-finales | Demi-finales | Finale       | Finale |
| Épreuve      | Athlète              | Résultat | Rang   | Résultat         | Rang             | Résultat     | Rang         | Résultat     | Rang   |
| ------------ | -------------------- | -------- | ------ | ---------------- | ---------------- | ------------ | ------------ | ------------ | ------ |
| 50 km marche | Luis Fernando Garcia | NC       | NC     | NC               | NC               | NC           | NC           | 3h 56 min 58 | 22e    |

#### Femmes
| Epreuve      | Athlète      | Séries   | Séries | Quarts de finale | Quarts de finale | Demi-finales | Demi-finales | Finale       | Finale |
| Epreuve      | Athlète      | Résultat | Rang   | Résultat         | Rang             | Résultat     | Rang         | Résultat     | Rang   |
| ------------ | ------------ | -------- | ------ | ---------------- | ---------------- | ------------ | ------------ | ------------ | ------ |
| 20 km marche | Evelyn Nunez | NC       | NC     | NC               | NC               | NC           | NC           | 1h 44 min 13 | 42e    |

### Badminton

#### Hommes
[modifier | modifier le code]
| Épreuve | Athlète      | 32éme de Finale | 16éme de Finale       | Huitième de Finale | Quarts de finale | Demi-finales | Finale/ 3e place |
| Épreuve | Athlète      | Résultats       | Résultat              | Résultat           | Résultat         | Résultat     | Résultat         |
| ------- | ------------ | --------------- | --------------------- | ------------------ | ---------------- | ------------ | ---------------- |
| Simple  | Kevin Cordon | NC              | Bao 0-2 (17/21-16/21) | -                  | -                | -            | -                |

### Boxe
| Athlète         | Catégorie             | 16e de finale         | 8e de finale        | Quart de finale     | Demi-finale         | Finale              |
| Athlète         | Catégorie             | Adversaire Résultat   | Adversaire Résultat | Adversaire Résultat | Adversaire Résultat | Adversaire Résultat |
| --------------- | --------------------- | --------------------- | ------------------- | ------------------- | ------------------- | ------------------- |
| Eddy Valenzuela | Poids mouches (-51Kg) | Jongjohor Défaite 1-6 | -                   | -                   | -                   | -                   |